# Jean Juillard
Pour les articles homonymes, voir Juillard.
Jean Juillard, né Jean Léon Joseph Juillard le 29 décembre 1925 à Paris XIVe, et mort le 9 juillet 1998, à Paris Ve, est un acteur français. Il est entré au Conservatoire de Paris en octobre 1943.

## Filmographie

### Cinéma
- 1958 : Les Surmenés de Jacques Doniol-Valcroze (court métrage)
- 1958 : Sois belle et tais-toi de Marc Allégret : L'homme ivre qui provoque l'inspecteur Morel
- 1958 : Drôles de phénomènes de Robert Vernay
- 1958 : Ce soir on tue d'Ivan Govar : Marcel
- 1958 : Des femmes disparaissent d'Édouard Molinaro : Lambert
- 1959 : La Marraine de Charley de Pierre Chevalier : Raymond
- 1959 : La Valse du Gorille de Bernard Borderie : Le délégué français
- 1959 : 125, rue Montmartre de Gilles Grangier : L'inspecteur Michel
- 1960 : Le Président d'Henri Verneuil : Un homme au concert
- 1960 : La Fille aux yeux d'or de Jean-Gabriel Albicocco
- 1962 : L'Empire de la nuit de Pierre Grimblat
- 1965 : Quand passent les faisans d'Édouard Molinaro
- 1968 : Le Clan des Siciliens d'Henri Verneuil : Un inspecteur
- 1972 : L'Héritier de Philippe Labro
- 1972 : On n'arrête pas le printemps de René Gilson
- 1973 : L'Affaire Crazy Capo de Patrick Jamain
- 1974 : L'Éducation amoureuse de Valentin de Jean L'Hôte : Un homme d'affaires

### Télévision
- 1958 : En votre âme et conscience :  Les Traditions du moment ou l'Affaire Fualdès de Claude Barma
- 1962 : Le Chevalier de Maison-Rouge de Claude Barma (série télévisée en deux parties)
- 1965 : Les Complices de l'aube, de Maurice Cazeneuve
- 1969 : En votre âme et conscience, épisode : L'Affaire Deschamps ou la reconstitution de  Jean Bertho
- 1972 : Les Enquêtes du commissaire Maigret, de Claude Boissol, épisode Maigret en meublé : le chirurgien
- 1972 : François Gaillard ou la vie des autres de Jacques Ertaud, épisode : Joseph
- 1974 : Affaire Bernardy de Sigoyer de  Régis Forissier[2]
- 1979 : Au théâtre ce soir : Tout dans le jardin d'Edward Albee d'après Giles Cooper, mise en scène Michel Bertay, réalisation Pierre Sabbagh, Théâtre Marigny

## Théâtre
- 1946 : Hamlet de William Shakespeare, mise en scène Jean-Louis Barrault, Théâtre Marigny
- 1946 : Baptiste de Jacques Prévert & Joseph Kosma, mise en scène Jean-Louis Barrault, Théâtre Marigny
- 1947 : Baptiste de Jacques Prévert & Joseph Kosma, mise en scène Jean-Louis Barrault, Théâtre des Célestins
- 1947 : Le Procès d'après Franz Kafka, mise en scène Jean-Louis Barrault, Théâtre Marigny
- 1948 : L'État de siège d'Albert Camus, mise en scène Jean-Louis Barrault, Théâtre Marigny
- 1949 : Le Bossu de Paul Féval et Anicet Bourgeois, mise en scène Jean-Louis Barrault, Théâtre Marigny
- 1950 : L'Exception et la Règle de Bertolt Brecht, mise en scène Jean-Marie Serreau, Poche Montparnasse
- 1950 : Le Gardien du tombeau de Franz Kafka, mise en scène Jean-Marie Serreau, Poche Montparnasse
- 1950 : Malatesta d'Henry de Montherlant, mise en scène Jean-Louis Barrault, Théâtre Marigny
- 1951 : Les Fourberies de Scapin de Molière, mise en scène Louis Jouvet, Théâtre des Célestins
- 1951 : L'Épreuve de Marivaux, mise en scène Pierre Bertin, Théâtre des Célestins
- 1951 : On ne badine pas avec l'amour d'Alfred de Musset, mise en scène Jean-Louis Barrault, Théâtre Marigny
- 1952 : Bacchus de Jean Cocteau, mise en scène Jean-Louis Barrault, Théâtre des Célestins
- 1953 : Occupe-toi d'Amélie de Georges Feydeau, mise en scène Jean-Louis Barrault, Théâtre des Célestins
- 1953 : Pour Lucrèce de Jean Giraudoux, mise en scène Jean-Louis Barrault, Théâtre Marigny
- 1955 : Intermezzo de Jean Giraudoux, mise en scène Jean-Louis Barrault, Théâtre Marigny, Théâtre des Célestins
- 1955 : Le Chien du jardinier de Georges Neveux d'après Felix Lope de Vega, mise en scène Jean-Louis Barrault, Théâtre Marigny
- 1955 : L'Orestie d'Eschyle, mise en scène Jean-Louis Barrault, Festival de Bordeaux, Théâtre Marigny
- 1956 : Le Misanthrope de Molière, mise en scène Jean-Louis Barrault, Théâtre des Célestins
- 1956 : Le Chien du jardinier de Félix Lope de Vega, mise en scène Jean-Louis Barrault, Théâtre des Célestins
- 1956 : Histoire de Vasco de Georges Schehadé, mise en scène Jean-Louis Barrault, Théâtre des Célestins
- 1960 : La Voleuse de Londres de Georges Neveux, mise en scène Raymond Gérôme, Théâtre du Gymnase
- 1961 : Marie-Octobre de Jacques Robert, mise en scène André Villiers, Théâtre en Rond
- 1962 : La Venus de Milo, pièce en six tableaux de Jacques Deval, mise en scène Pierre Mondy, Théâtre du Gymnase
- 1965 : Après la chute (After the Fall) d'Arthur Miller, mise en scène de Luchino Visconti, Théâtre du Gymnase
- 1965 : Le Dossier Oppenheimer de Jean Vilar, mise en scène Jacques Mauclair, Théâtre des Célestins
- 1967 : Les Visions de Simone Machard de Bertolt Brecht, mise en scène Gabriel Garran, Théâtre de la Commune
- 1968 : Les Visions de Simone Machard de Bertolt Brecht, mise en scène Gabriel Garran, Théâtre-Maison de la culture de Caen
- 1971 : Le Dieu Kurt d'Alberto Moravia, mise scène Pierre Franck, Théâtre des Célestins, Théâtre Michel
- 1976 : Amphitryon 38 de Jean Giraudoux, mise en scène Jean-Laurent Cochet,  Théâtre Edouard VII